# Themon Judaeus
Themon Judaeus (* um 1325 vermutlich in Münster; † nach 1371) war ein deutscher Philosoph jüdischer Abstammung. Er gilt als einer der vier Gelehrten im Zentrum der von Johannes Buridan begründeten Pariser Schule.

Themon entstammte möglicherweise einer Familie konvertierter Juden. Über Themons frühe Bildung liegen keine Quellen vor. Er studierte an der Universität Paris, wo er seit 1349 als Kleriker nachweisbar ist. Als sein Herkunftsort wird Münster angegeben, es bleibt aber unklar, ob es sich dabei auch um den Geburtsort handelt. Er erlangte den Magister in Artibus 1349.
Möglicherweise durch die grassierende Pest in Paris vertrieben, wechselte er an das Erfurter Generalstudium, wo er im Juli 1350 als Rector Scolarum an der Schule des Schottenklosters beurkundet wird.  1353 kehrte er nach Paris zurück und lehrte dort weiter.  In dieser Zeit stand er im Kontakt mit Albert von Rickmersdorf, der als Schüler Buridans gilt.
1359 oder 1360 wurde Themon als Bote der Universität an die Kurie geschickt, um eine Sammelbittschrift der Studierenden in Paris zu überreichen. Er selbst war durch eine Kollegiatenstelle am Collège de Sorbonne seit 1355 hinlänglich gut abgesichert. Nach 1371 finden sich keine weiteren schriftlichen Aufzeichnungen zu Themon.
Themon verfasste eine Reihe von Schriften, die naturphilosophische Themen behandeln und Naturbeobachtung mit Spekulationen verbinden. Sein wichtigstes Werk ist eine Sammlung zur Meteorologie des Aristoteles, die bis ins Spätmittelalter einflussreich blieb. Weitere Schriften befassen sich mit mathematischen oder astronomischen Themen, beispielsweise das in Erfurt entstandene Werk Quaestio de motu lunae, das sich mathematisch unzulänglich, aber originell am Tractatus de Proportionibus von Thomas Bradwardine orientiert.
Spätere Autoren, beispielsweise George Lokert, zählen Themon zum Kreis von Buridan und bezeichnen ihn als einen der besten Lehrer, die Paris auf dem Gebiet der Naturphilosophie hervorgebracht habe. Die mathematischen Mängel in seinen Beweisführungen machen dieses Urteil zweifelhaft.

## Schriften

### Werke
- W u. a. Quaestiones super librum Meteorum, in: George Lokert, Quaestiones et decisiones physicales insignium virorum, Paris 1516;
- Quaestio de motu lunae, in: Henri Hugonnard-Roche, L’Oeuvre astronomique de Thémon Juif, 1973, S. 250–411.